# Urzainqui
Urzainqui (cooficialmente en euskera: Urzainki) es una villa y un municipio español de la Comunidad Foral de Navarra, situado en la merindad de Sangüesa, en la comarca de Roncal-Salazar, en el valle de Roncal y a 93 km de la capital de la comunidad, Pamplona. Cuenta con una población de 78 habitantes (INE 2024).
Su gentilicio es urzainquiarra[cita requerida] o urzainkiarra, tanto en masculino como en femenino.

## Símbolos
El escudo de armas de la villa de Urzainqui tiene el siguiente blasón:

Cuartelado. 1.º, de azur y un puente de tres arcos de oro y sobre él la cabeza coronada de un rey moro. 2.º, de gules y un lebrel de plata siniestrado. 3.º, de gules y un castillo de plata. 4.º de azur y tres rocas de oro.

Este blasón es privativo de todo el valle de Roncal y de cada una de sus villas en particular.

## Geografía

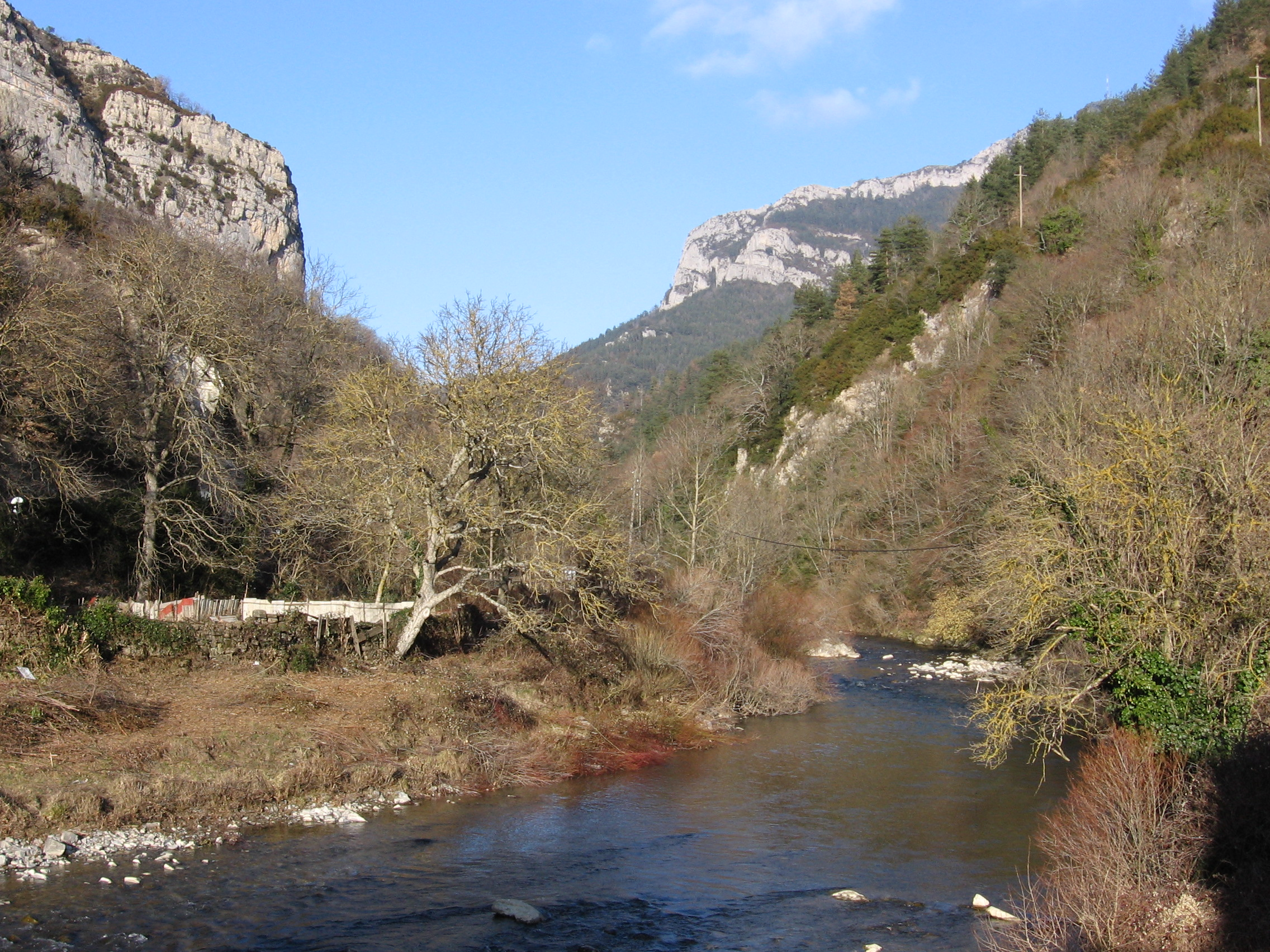
Río Urzainqui

La localidad de Urzainqui está situada en la parte noreste de la Comunidad Foral de Navarra, dentro de la región geográfica de la Montaña de Navarra, la comarca geográfica de los Valles Pirenaicos Orientales, en el centro del valle de Roncal y a una altitud de 725 msnm. Su término municipal tiene una superficie de 20,61 km² y limita al norte con el municipio de Isaba y al este, sur y oeste con el de Roncal.

## Demografía
Urzainqui cuenta con una población de 78 habitantes (INE 2024).

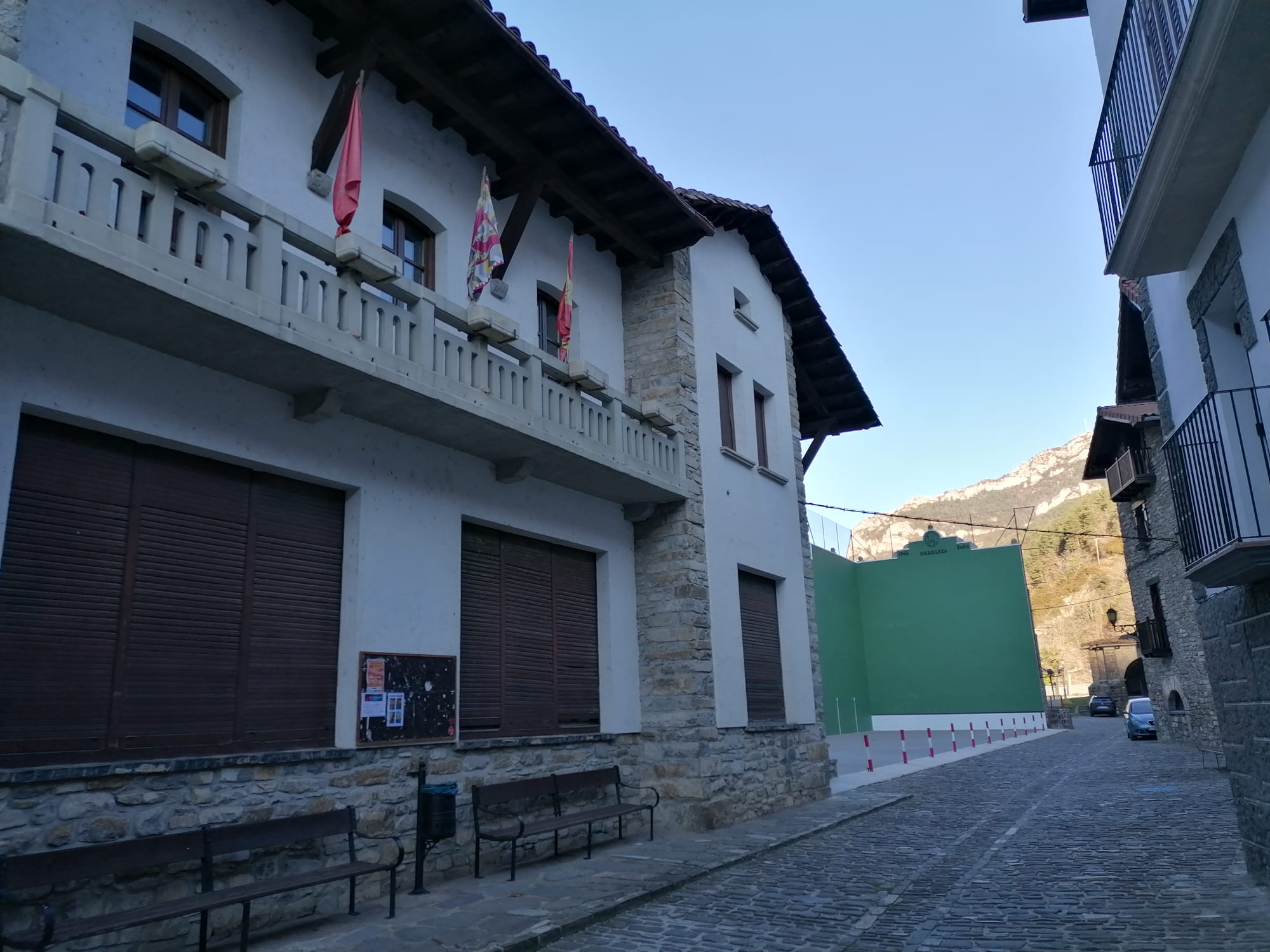
Ayuntamiento de Urzainqui

| Gráfica de evolución demográfica de Urzainqui entre 1842 y 2021 |
| |
| Población de derecho según los censos de población del INE Población de hecho según los censos de población del INEEn este censo se denominaba Urzaingui: 1842 En estos censos se denominaba Urzainqui: 1857, 1860, 1877, 1887, 1897, 1900, 1910, 1920, 1930, 1940, 1950, 1960, 1970, 1981, 1991 y 2001 |

## Administración y política
Urzainqui conforma un municipio gobernado por un ayuntamiento de gestión democrática desde 1979, formado por 3 miembros elegidos en las elecciones municipales según está dispuesto en la Ley Orgánica del Régimen Electoral General. La sede del consistorio está situada en la calle Iriartea, n.º 2, de la localidad de Urzainqui.
En las elecciones municipales de 2011, con un censo de 88 electores, participaron un total de 64 votantes (72,73 %) lo que da una abstención de 24 (27,27 %). De los votos emitidos ninguno fue nulo y 6 fueron en blanco (9,38 %). La única formación que concurrió en los comicios fue Grupo Independiente de Urzainqui (GIU) que obtuvo 51 votos (79,69 % de los votos válidos) y los 3 concejales con que cuenta el consistorio.
Fue elegido como alcalde José María Baines Conget.
| Partido político                         | 2011  | 2011  | 2011       |
| Partido político                         | Votos | %     | Concejales |
| Grupo Independiente de Urzainqui]] (GIU) | 51    | 79,69 | 3          |

| Mandato   | Nombre del alcalde       | Partido político |
| --------- | ------------------------ | ---------------- |
| 1979-1983 |                          |                  |
| 1983-1987 |                          |                  |
| 1987-1991 |                          |                  |
| 1991-1995 |                          |                  |
| 1995-1999 |                          |                  |
| 1999-2003 |                          |                  |
| 2003-2007 |                          |                  |
| 2007-2011 | José María Baines Conget | Comisión gestora |
| 2011-     | José María Baines Conget | GIU              |

## Historia
Formando históricamente parte de la “Universidad de Roncal". Desde finales del siglo XIV, con el desarrollo de actividades agropecuarias experimenta, como todo el valle, un importante ascenso demográfico. Pagaba una pecha anual a la Corona navarra hasta 1412. Ese año todo el conjunto de villas obtienen de Carlos III el fuero general al mismo tiempo que el privilegio de hidalguía colectiva por lo que, con ello, dejaban de pagar este tipo de impuestos. Sin embargo, contribuyen al censo después acordado y en 1427 los vecinos debían mantener a 20 ballesteros prestos a defender las fronteras próximas. 
Se gobernaban la villa con un alcalde, nombrado el virrey atendiendo la propuesta de la propia villa, y los regidores, elegídos entre los propios vecinos.
Según el Diccionario geográfico-histórico de Pascual Madoz, a mediados del siglo XIX tenía escuela, dotada con dos mil reales. En 1846, al desaparecer el valle del Roncal se convirtió en ayuntamiento independiente.

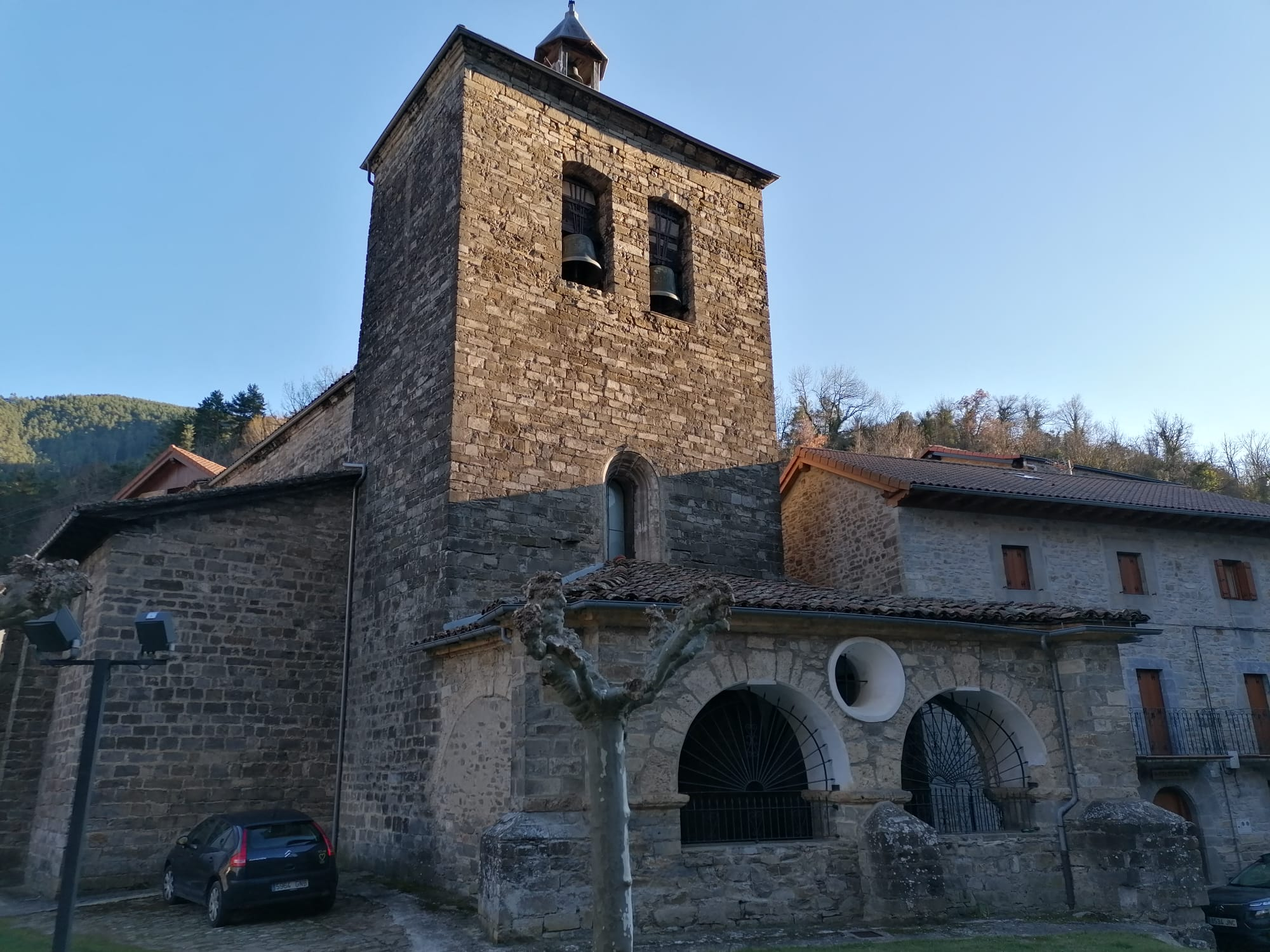
Iglesia de San Martín

## Patrimonio

### Arquitectura religiosa

#### Parroquia de San Martín de Tours
La iglesia, bajo la advocación de San Martín de Tours, estaba servida por un abad, cuatro beneficiados, un sacristán eclesiástico y tres ermitas. En 1739 se estableció una concordia sobre el patronato de la abadía y de los beneficios de la iglesia, patronato cedido al rey con la condición de que en cada vacante sobre la propuesta de una terna de hijos del pueblo eligiera el sustituto.
Su estructura presenta una primera construcción protogótica de inicios del siglo XIII a la que se van añadiendo otros elementos como un pórtico en el siglo XVI o, posteriormente, unas naves laterales con características propias del período barroco. Vista desde el exterior sobresale la torre-campanario, típica de las iglesias medievales de la época, así como un pórtico cubierto por bóveda de terceletes del siglo XVI que cobija la portada de medio punto con tres arquivoltas. 
La nave central está cubierta con bóvedas de crucería simple jalonadas por potentes fajones, las laterales con aristas y la capilla mayor con una bóveda en seis partes. En el último tramo de la nave central se levanta un coro.
En su interior se conservan diferentes retablos elaborados en los siglos XVII y XVIII:
- El retablo mayor es del tercer cuarto del siglo XVIII; está encargado en marzo de 1753 y es el primer trabajo en Navarra de Nicolás Francisco Pejón Lizuáin (1725-ca. 1781), escultor y retablista de Sos del Rey Católico que fue dorado en 1768 por Andrés Mata. En un proyecto innovador, al sustituir los soportes por estatuas, que se adapta a la cabecera de la iglesia. Esta obra de estilo rococó presenta una planta mixtilínea con un desarrollo vertical donde «se suceden un banco con placas decorativas entre enormes pedestales, un único cuerpo en el que las estatuas ocupan el lugar del orden de columnas y finalmente el ático que incorpora un aparatoso baldaquino de cortinajes, recurso este último muy utilizado en la retablística aragonesa del momento y especialmente por Pejón.»[9] Entre las numerosas esculturas destacan los santos padres de la Iglesia, el titular del templo así como la decapitación de Santa Bárbara. También presenta diversos relieves localizados en los distintos compartimentos.
- El retablo de San Miguel es de la primera mitad del siglo XVII con buenos tableros decorativos y pinturas de la época.
- El retablo de San Pedro se encaja en los siglos del barroco con un cuerpo del siglo XVII con pinturas tenebristas y un bando de rocallas del siglo XVIII.

Otros elementos que destacan son, por un lado, el relicario gótico realizado a principios del siglo XV, con una estructura arquitectónica y realizado, a tenor de la marca pamplonesa, en el burgo de San Cernin y por otro lado, la cruz procesional renacentista fechable a mediados del siglo XVI con una macolla plateresca y elaborada en un taller platero de Sangüesa.

#### Ermita de Nuestra Señora de San Salvador
En situada en una zona elevada y tanto su estilo como la cronología de su ejecución son idénticos a la parroquia. 
Estructuralmente tiene una nave con tres tramos y cabecera recta que se cubre por bóvedas de crucería. Visto desde el exterior los muros presentados son de pequeño sillar y están jalonados por contrafuertes mostrando una pequeña portada de medio punto a los pies. 
El retablo que preside su interior es también de estilo barroco, datado en la primera mitad del siglo XVIII, mostrando un banco, con un único cuerpo articulado por columnas salomónicas revestidas de follaje y apareciendo un ático de cascarón con sendos estípites. 
En el nicho principal se venera la talla de la advocación titular del templo catalogada como estilo gótico del siglo XIV. Del muro de los pies cuelga la imagen de un Cristo crucificado de comienzos del siglo XVI que deja clara la influencia flamenca imperante.

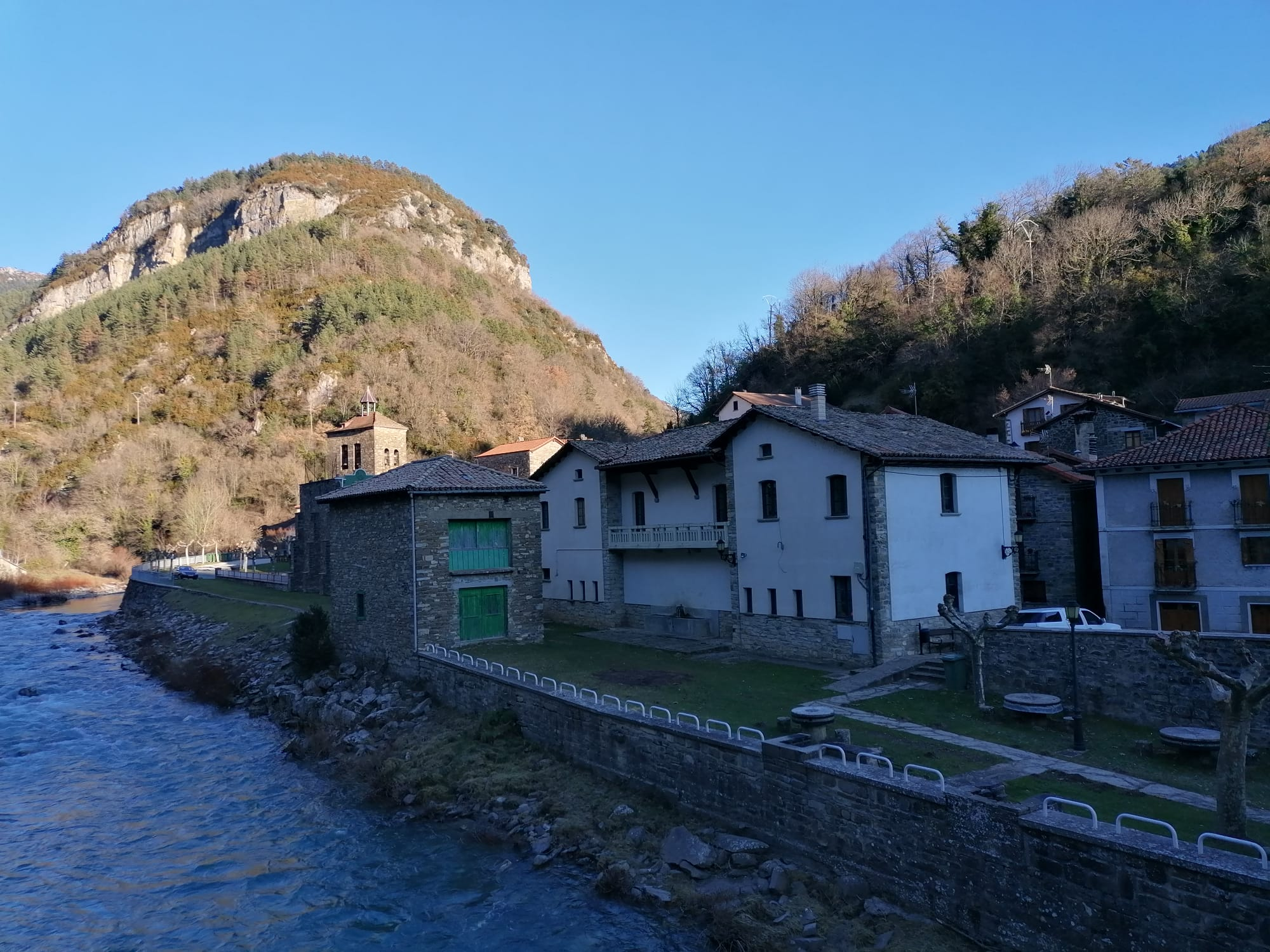

### Arquitectura civil
El fuerte desarrollo del comercio de la madera en el valle favoreció el trazado urbano de la localidad mostrando una clara configuración de un muelle fluvial. También en el Diccionario geográfico-histórico de España de 1802 se explica que sobre el río Esca mantiene un puente uniendo los dos barrios en los que se divide la villa, y además a finales del siglo XVIII tenía batán y molino harinero. 
El grupo urbano se localiza agolpado en la margen izquierda del río y junto a la iglesia; en algunas casas se observan grandes balconadas, mientras que otras han sufrido grandes reformas a lo largo del siglo XIX. 
De entre las edificaciones del siglo XVI destaca una casa-torre con portada apuntada.

## Personas destacadas
- Gregorio Cruchaga (1789-1812): brigadier que combatió contra los franceses durante la Guerra de la Independencia. Fue oficial a las órdenes de los guerrilleros Javier Mina y Francisco Espoz y Mina.[11]